# الدوري البرتغالي الدرجة الثانية 2002–03
الدوري البرتغالي الدرجة الثانية 2002–03 هو موسم من الدوري البرتغالي الدرجة الثانية. فاز فيه نادي ليتشويس.